# John Kerry
John Forbes Kerry (Aurora, Colorado, 11 de desembre de 1943) és un polític estatunidenc del Partit Demòcrata.
John Kerry va néixer a l'hospital militar de Colorado, on el seu pare, Richard Kerry, estava a punt de ser operat per tuberculosi. Després que nasqués John, la seva família va tornar al seu estat natal, Massachusetts. Fou senador per Massachusetts de 1985 fins 2013, quan va ser nomenat Secretari d'Estat dels Estats Units en el segon govern de Barack Obama, i va ser el candidat demòcrata per a les eleccions presidencials dels Estats Units de 2004, que va perdre, contra el llavors president dels Estats Units, George W. Bush.